# 烏克蘭軍事情報日
烏克蘭軍事情報日（烏克蘭語：День воєнної розвідки України）是一個表彰烏克蘭武裝部隊軍事情報機構及人員的軍事節日，由烏克蘭總統弗拉基米爾·澤連斯基於2022年9月7日頒布法令設立。烏克蘭軍方於每年9月7日慶祝這一節日。

## 歷史
2007年6月1日，烏克蘭國防部長阿納托利·赫里岑科簽署第302號命令，規定每年9月7日表彰烏克蘭軍事情報人員。
2023年9月7日，烏克蘭國防部情報總局局長基里洛·布達諾夫在烏克蘭軍事情報日向戰友表示感謝，並在一段影片中向他們致意。影片顯示，布達諾夫吹滅了蛋糕上的蠟燭燭光，隨後發生爆炸的聲響。